# Gerhard Kienbaum
Gerhard Kienbaum (* 12. Oktober 1919 in Barmen (heute zu Wuppertal); † 24. Februar 1998 in Köln) war Gründer der nach ihm benannten Unternehmensberatung. Als Mitglied der FDP war er Abgeordneter im Nordrhein-Westfälischen Landtag, von 1962 bis 1966 Landesminister in Nordrhein-Westfalen und von 1969 bis 1972 Abgeordneter im Deutschen Bundestag.

## Frühe Jahre
Gerhard Kienbaum wuchs in Gummersbach auf. Nach dem Abitur wurde er zum Reichsarbeitsdienst eingezogen. Seit Oktober 1938 tat er Dienst in der Marine und befand sich als Kadett am 1. September 1939 auf dem Linienschiff Schleswig-Holstein, als dieses mit Schüssen auf die polnische Westerplatte bei Danzig den Zweiten Weltkrieg eröffnete. Im Oktober 1939 begann er an der Technischen Hochschule Danzig sein Ingenieurstudium, nach dessen Ende er dort Assistent am Lehrstuhl für Werkzeugmaschinenbau und für Betriebswirtschaft wurde. Später zog er wieder nach Gummersbach und nahm eine Ingenieurstelle in einer Papierfabrik an.
Der Historiker Hans-Ulrich Wehler war ein Vetter Kienbaums.

## Unternehmerische Tätigkeiten
Am 15. Oktober 1945 gründete Gerhard Kienbaum im Alter von 26 Jahren die Unternehmensberatung Kienbaum. In der Anfangszeit beriet er mittelständische Unternehmen im Oberbergischen Land bei technischen und kaufmännischen Problemen.
Kienbaums Firmengruppe übernahm Aufträge zu Fragen der Planung, Beratung und Betriebsführung in allen Bereichen der Wirtschaft, des Verkehrs und der Agrarwirtschaft sowie der Regionalentwicklung. Kienbaum verhalf dem Feld der Unternehmensberatung in der Bundesrepublik zu größerer Bekanntheit. Zu den Erfolgsbedingungen gehörte die Zusammenarbeit mit Einrichtungen der Wirtschaft, wie beispielsweise dem Rationalisierungs-Kuratorium der Deutschen Wirtschaft und dem Verein Deutscher Ingenieure. Zugleich waren seine politischen Aktivitäten auf Landes- und Bundesebene bei der Gewinnung von Mandanten vorteilhaft. Insbesondere sein Ministeramt in Nordrhein-Westfalen machte sein Unternehmen bekannt. Die Unternehmensgruppe Kienbaum & Partner leitete Gerhard Kienbaum bis 1988 und blieb bis 1992 Gesellschafter und Vorsitzender des Beirats der Firma. Nachfolger an der Unternehmensspitze wurde sein Sohn Jochen Kienbaum.
Gerd Kienbaum war Mitglied im Aufsichtsrat der Kali und Salz AG und gehörte 1975 bis 1986 dem Präsidium und Vorstand der deutschen Schutzvereinigung für Wertpapierbesitz an.
Außerdem gründete Gerhard Kienbaum 1958 mit Carl Zimmerer, Willy Rasche und Walter Scheel das Beratungsunternehmen InterFinanz, das später zu einer bedeutenden Mergers & Acquisitions-Beratungsfirmen im deutschsprachigen Raum wurde.
Kienbaum war von 1967 bis 1972 Beirat im Vorstand der Friedrich-Naumann-Stiftung. Er regte den Bau der Theodor-Heuss-Akademie als Bildungsstätte der Stiftung in Gummersbach an, die von 1965 bis 1967 errichtet wurde.

## Politik
Seit 1948 Mitglied der FDP, war Kienbaum von 1952 bis 1969 Kreistagsabgeordneter im Oberbergischen Kreis und zwischen 1954 und 1969 Mitglied des nordrhein-westfälischen Landtags in Düsseldorf. Von Juli 1962 bis Dezember 1966 amtierte er als Minister für Wirtschaft, Mittelstand und Verkehr in der CDU-geführten Landesregierung unter Ministerpräsident Franz Meyers. Nach dem Ausscheiden aus dem Kabinett war er von 1969 bis 1972 Mitglied des Deutschen Bundestags und dort Vorsitzender des Ausschusses für Wirtschaft. Nach seinem Austritt aus der FDP im Zuge des gescheiterten Misstrauensvotums gegen Bundeskanzler Willy Brandt schloss er sich 1975 der CDU an.

## Gerhard und Lore Kienbaum Stiftung
Zusammen mit seiner Ehefrau Lore Kienbaum gründete er 1994 die „Gerhard und Lore Kienbaum Stiftung“. Die Stiftung widmet sich der Förderung des Standorts Deutschland und nimmt sich ökonomischer und sozialer Zukunftsfragen, mit einem starken Fokus auf Bildung und Nachwuchs, an. Als Vorsitzender des Kuratoriums engagiert sich Jochen Kienbaum für die von seinem Vater gegründete Stiftung. Zu den Themen Globalisierung, Internationalisierung und Mittelstand veranstaltet sie Kongresse und gibt Bücher heraus.

## Ehrungen
- 1969: Großes Verdienstkreuz der Bundesrepublik Deutschland
- 1979: Ehrenring der Stadt Gummersbach
- 1985: Großes Verdienstkreuz mit Stern der Bundesrepublik Deutschland
- 1990: Verdienstorden des Landes Nordrhein-Westfalen[4]
- Silberne Johann-Friedrich-Schär-Plakette

## Handball
Nach Kienbaum, selbst in den 1930er- und 1940er-Jahren Handballspieler beim VfL Gummersbach und als Kriegsgastspieler beim THW Kiel und TV Neufahrwasser, wurde 2002 die Gerhard-Kienbaum-Halle in Gummersbach benannt. Sein Enkel Fabian Kienbaum war ebenfalls Handballspieler.

## Schriften
- Am Anfang war der Rat, Ullstein Verlag, Berlin 1995, ISBN 3-550-06901-4.

## Gedruckte Quellen und Literatur
- Die Kabinettsprotokolle der Landesregierung von Nordrhein-Westfalen 1966 bis 1970 (Sechste Wahlperiode) (= Veröffentlichungen des Landesarchivs Nordrhein-Westfalen, 8), hrsg. von Christoph Nonn, Wilfried Reininghaus und Wolf-Rüdiger Schleidgen, eingel. u. bearb. von Andreas Pilger, Siegburg 2006, ISBN 3-87710-361-8.